# Santiago Cañizares
José Santiago Cañizares Ruiz (* 18. prosinec, 1969, Madrid) je bývalý španělský fotbalový brankář.

## Fotbalová kariéra
Svoji klubovou kariéru započal v roce 1988 v Realu Madrid, pouze však v B týmu a tak se postupně přes Castillu, Elche, Méridu UD a Celtu Vigo dostal r. 1994 zpět do Realu, kde však do roku 1998 odehrál pouze 41 zápasů a proto přestoupil do Valencie, kde nahradil odcházejícího Andoni Zubizarretu a kde se nastálo usadil na postu jedničky klubu a v letech 1998–2002 i španělské reprezentace, za kterou odchytal EURO 2000. Cañizares se jako jednička dvakrát za sebou dostal s Valencií do finále Ligy mistrů, v obou případech byla Valencia poražena (v sezóně 1999/00 porážka 0:3 s Realem Madrid a v sezóně 2000/01 porážka s Bayernem Mnichov na penalty). Největší smůlu si však vybral v roce 2002, kdy měl jet jako španělská reprezentační jednička na Mistrovství světa, avšak před šampionátem si zranil v koupelně nohu, když na ni upustil lahvičku s vodou po holení.[zdroj?]
I přesto Cañizares prožil velice úspěšnou kariéru, čítající 4 mistrovské tituly v La Lize (1994/95, 1996/97, 2001/02, 2003/04), vítězství v Lize mistrů (1997/98), 2 vítězství ve španělském Superpoháru (1997 a 1999), titul ve španělském poháru (1998/99), vítězství v Poháru UEFA (2003/04) a v evropském Superpoháru (2004).
V sezoně 2007/08, jejíž začátek se Valencii nepovedl, došlo ke změně trenéra a nový kouč Ronald Koeman vyřadil z kádru Cañizarese, Davida Albeldu a Miguela Angula, tři služebně nejstarší hráče klubu, což také nesli s nelibostí příznivci klubu.